# طایمه (نهاوند)
طایمه، روستایی از توابع بخش مرکزی شهرستان نهاوند در استان همدان ایران است. مردم این روستا به زبان لری صحبت می‌کنند. وشغل اصلی مردم کشاورزی، باغداری و دامداری می‌باشد.

## جمعیت
این روستا در دهستان طریق الاسلام قرار دارد و براساس سرشماری مرکز آمار ایران در سال ۱۳۹۵، جمعیت آن ۶۵۱ نفر (۲۰۵خانوار) بوده است.